# 柳葉反齒蘚
柳葉反齒蘚（学名：Anacamptodon amblystegioides）为碎米蘚科反齒蘚屬下的一个种。